# Кцоев, Сослан Маирбекович
Сосла́н Маирбе́кович Кцо́ев (осет. Кцойты Мӕирбеджы фырт Сослан; род. 7 октября 1982, Беслан, Северо-Осетинская АССР) — российский борец вольного стиля, чемпион Европы и России,  Заслуженный мастер спорта России.

## Биография
Родился 7 октября 1982 года в городе Беслане Правобережного района Северной Осетии — Алании. Борьбой стал заниматься с 1999 года. В 2003 году стал победителем международного турнира памяти Олега Наниева. В 2007 году стал победителем международного турнира имени Дана Колова и бронзовым призёром чемпионата России. В 2008 году стал победителем двух международных турниров в Киеве и Лодзи. В 2009 году стал чемпионом Европы в Вильнюсе, бронзовым призёром чемпионата России и победителем двух международных турниров в Якутске и Нефтеюганске. В 2010 году стал чемпионом России в Волгограде и бронзовым призёром чемпионата мира в Москве. Выступает в весовой категории до 84 кг. Борется за спортивный клуб «Аланы».

## Спортивные достижения
- Чемпион Европы в Вильнюсе (2009) — [1]
- Чемпионат России по вольной борьбе 2007 года — ;
- Чемпионат России по вольной борьбе 2009 года — ;
- Чемпионат России по вольной борьбе 2010 года —
- Чемпионат России по вольной борьбе 2011 года — ;
- Чемпионат России по вольной борьбе 2013 года — ;
- Чемпионат России по вольной борьбе 2014 года — ;
- Чемпионат России по вольной борьбе 2015 года — ;
- Чемпионат России по вольной борьбе 2021 года — ;
- Победитель международного турнира памяти Олега Наниева во Владикавказе (2003)[2]
- Победитель международного турнира имени Дана Колова в Софии (2007)[3]
- Победитель международного турнира в Киеве (2008)[4]
- Победитель международного турнира в Лодзи (2008)[5]
- Победитель международного турнира памяти Дмитрий Коркина в Якутске (2009)[6]
- Победитель международного турнира на призы главы нефтеюганского района Владимира Семенова (2009)[7]
- Победитель международного турнира «Кубок Ниццы — 2010» (36e Challenge Henri DEGLANE.Nice — France — novembre 2010)